# Stop Thief
Stop Thief ist eine US-amerikanische Stummfilm-Kriminalkomödie von Harry Beaumont aus dem Jahre 1920 mit Tom Moore in der Titelrolle.

## Handlung
Jack Dougan und Snatcher Dell sind privat zusammen und auch gemeinsam als Gaunerpärchen unterwegs.  Sie beschließen den Diebstahl der Hochzeitsgeschenke bei der anstehenden Vermählung von Madge Carr und James Cluney. Zu diesem Zweck lässt sich Snatcher als Hausmädchen bei den Carrs anstellen. Es gelingt einige Wertgegenstände aus dem Haus zu entwenden und der kleptomisch veranlagte Vater der Braut hält sich erst für den Täter. Als die Polizei zur Hilfe gerufen wird erscheint Jack Dougan, der zuvor eine Polizeimarke gestohlen hat. Jack und Snatcher können gemeinsam fliehen, kehren jedoch nach kurzer Zeit wieder zurück. Nachdem sie reumütig ihre Taten gestehen wird ihnen vergeben. Am Ende kommt es zu einer Doppelhochzeit der beiden Paare.